# Klasifikacija ribljih vrsta: koštunjače
Pisces
- Klasifikacija ribljih vrsta: koštunjače; Osteichthyes
  - Klasifikacija ribljih vrsta: zrakoperke; Actinopterygii
  - Klasifikacija ribljih vrsta: mesoperke; Sarcopterygii
    -       - Klasifikacija ribljih vrsta: dvodihalice; Dipnoi
- Klasifikacija ribljih vrsta: hrskavičnjače; Chondrichthyes
  - Klasifikacija ribljih vrsta: prečnouste; Elasmobranchii
    - Neoselachii
      - Batoidea
      - Selachii

  - Klasifikacija ribljih vrsta: cjeloglavke; Holocephali
    - Chimaeriformes

Aphetohyoidea

## a.Actinopterygii

### a1.Acipenseriformes
Isto i jesetrovke; ostali su nazivi: Knorpelschmelzschupper, Störartige, Οξυρρυγχόμορφα, acipenseriformi, eršketžuvės, stører, jesiotrokształtne, осетрообразные, jesetrovke, störartade fiskar, mersin balıkları, Осетроподібні.
a. Acipenseridae:
a1. Acipenser:
1. Acipenser baerii Brandt, 1869
2. Acipenser brevirostrum Lesueur, 1818
3. Acipenser dabryanus Duméril, 1869
4. Acipenser fulvescens Rafinesque, 1817
5. Acipenser gueldenstaedtii Brandt and Ratzeburg, 1833
6. Acipenser medirostris Ayres, 1854
7. Acipenser mikadoi Hilgendorf, 1892
8. Acipenser multiscutatus Tanaka, 1908. Možda je isto što i Acipenser schrenckii.
9. Acipenser naccarii Bonaparte, 1836
10. Acipenser nudiventris Lovetsky, 1828
11. Acipenser oxyrinchus Mitchill, 1815
12. Acipenser persicus Borodin, 1897
13. Acipenser ruthenus Linnaeus, 1758
14. Acipenser schrenckii Brandt, 1869
15. Acipenser sinensis Gray, 1835
16. Acipenser stellatus Pallas, 1771
17. Acipenser sturio Linnaeus, 1758
18. Acipenser transmontanus Richardson, 1836

a2. Huso:
1. Huso dauricus (Georgi, 1775)
2. Huso huso (Linnaeus, 1758)

a3. Pseudoscaphirhynchus:
1. Pseudoscaphirhynchus fedtschenkoi (Kessler, 1872)
2. Pseudoscaphirhynchus hermanni (Kessler, 1877)
3. Pseudoscaphirhynchus kaufmanni (Kessler, 1877)

a4. Scaphirhynchus:
1. Scaphirhynchus suttkusi Williams and Clemmer, 1991

a5. Sterledus:
1. Sterledus ruthenus

b. Polyodontidae:
b1. Polyodon:
1. Polyodon spathula (Walbaum, 1792)

b2. Psephurus:
1. Psephurus gladius (Martens, 1862);

### a2.Albuliformes
a. Albuloidei
a1. Albulidae:
a. Albulinae
a1.  Albula Scopoli, 1777:
1. Albula argentea (Forster, 1801)
2. Albula forsteri Valenciennes, 1847
3. Albula glossodonta (Forsskål, 1775)
4. Albula nemoptera (Fowler, 1911)
5. Albula neoguinaica Valenciennes, 1847
6. Albula oligolepis Hidaka, Iwatsuki & Randall, 2008
7. Albula virgata Jordan & Jordan, 1922
8. Albula vulpes (Linnaeus, 1758)

b. Pterothrissinae:
b1. Pterothrissus Hilgendorf 1877:
1. Pterothrissus belloci Cadenat, 1937
2. Pterothrissus gissu Hilgendorf, 1877

b. Notacanthoidei
b1. Halosauridae:
a. Aldrovandia Goode and Bean, 1896 
1. Aldrovandia affinis (Günther, 1877)
2. Aldrovandia gracilis Goode & Bean, 1896
3. Aldrovandia mediorostris (Günther, 1887)
4. Aldrovandia oleosa Sulak, 1977
5. Aldrovandia phalacra (Vaillant, 1888)
6. Aldrovandia rostrata (Günther, 1878)

b. Halosauropsis Collett, 1896 
1. Halosauropsis macrochir (Günther, 1878)

c. Halosaurus Johnson 1864:
1. Halosaurus attenuatus Garman, 1899
2. Halosaurus carinicauda (Alcock, 1889)
3. Halosaurus guentheri Goode & Bean, 1896
4. Halosaurus johnsonianus Vaillant, 1888
5. Halosaurus ovenii Johnson, 1864
6. Halosaurus pectoralis McCulloch, 1926
7. Halosaurus radiatus Garman, 1899
8. Halosaurus ridgwayi (Fowler, 1934)
9. Halosaurus sinensis Abe, 1974

b2. Notacanthidae:
1. Leptocephalus giganteus Castle, 1959

Lipogenys Goode & Bean 1895:
1. Lipogenys gillii Goode & Bean, 1895

Notacanthus Bloch, 1788:
1. Notacanthus abbotti Fowler, 1934
2. Notacanthus bonaparte Risso, 1840
3. Notacanthus chemnitzii Bloch, 1788
4. Notacanthus indicus Lloyd, 1909
5. Notacanthus sexspinis Richardson, 1846
6. Notacanthus spinosus Garman, 1899

Polyacanthonotus Bleeker, 1874:
1. Polyacanthonotus challengeri (Vaillant, 1888)
2. Polyacanthonotus merretti Sulak, Crabtree & Hureau, 1984
3. Polyacanthonotus rissoanus (De Filippi & Verany, 1857)

Tilurus Kölliker, 1853:
1. Tilurus gegenbauri Kölliker 1853
2. Tilurus trichiurus (Cocco, 1829)

### a3.Amiiformes
a. Amiidae:
a1. Amia:
1. Amia fasciata

### a4.Anguilliformes
a. Anguillidae:
a1.  Anguilla:
1. Anguilla anguilla (Linnaeus, 1758)
2. Anguilla australis Richardson, 1841
3. Anguilla bengalensis (Gray, 1831)
4. Anguilla bicolor McClelland, 1844
5. Anguilla celebesensis Kaup, 1856
6. Anguilla dieffenbachii Gray, 1842
7. Anguilla huangi Teng, Lin & Tzeng, 2009
8. Anguilla interioris Whitley, 1938
9. Anguilla japonica Temminck and Schlegel, 1846
10. Anguilla luzonensis Watanabe, Aoyama & Tsukamoto, 2009
11. Anguilla malgumora Kaup, 1856
12. Anguilla marmorata Quoy and Gaimard, 1824
13. Anguilla megastoma Kaup, 1856
14. Anguilla mossambica (Peters, 1852)
15. Anguilla nebulosa McClelland, 1844
16. Anguilla nigricans Chu & Wu, 1984
17. Anguilla obscura Günther, 1872
18. Anguilla reinhardtii Steindachner, 1867
19. Anguilla rostrata (Lesueur, 1817)

b. Anguilliformes incertae sedis
b1. Leptocephalus:
1. Leptocephalus bellottii D'Ancona 1928
2. Leptocephalus congroides D'Ancona, 1928
3. Leptocephalus ophichthoides D'Ancona 1928

c. Chlopsidae:
c1. Boehlkenchelys:
1. Boehlkenchelys longidentata Tighe, 1992

c2. Catesbya:
1. Catesbya pseudomuraena Böhlke & Smith 1968

c3. Chilorhinus:
1. Chilorhinus platyrhynchus (Norman, 1922)
2. Chilorhinus suensonii Lütken, 1852

c4. Chlopsis:
1. Chlopsis apterus (Beebe & Tee-Van, 1938)
2. Chlopsis bicollaris (Myers & Wade, 1941)
3. Chlopsis bicolor Rafinesque, 1810
4. Chlopsis bidentatus Tighe & McCosker, 2003
5. Chlopsis dentatus (Seale, 1917)
6. Chlopsis kazuko Lavenberg 1988
7. Chlopsis longidens (Garman, 1899)
8. Chlopsis olokun (Robins & Robins, 1966)
9. Chlopsis slusserorum Tighe & McCosker, 2003

c5. Kaupichthys:
1. Kaupichthys atronasus Schultz, 1953
2. Kaupichthys brachychirus Schultz, 1953
3. Kaupichthys diodontus Schultz, 1943
4. Kaupichthys hyoproroides (Strömman, 1896)
5. Kaupichthys japonicus Matsubara & Asano, 1960
6. Kaupichthys nuchalis Böhlke, 1967

c6. Powellichthys:
1. Powellichthys ventriosus Smith, 1966

c7. Robinsia:
1. Robinsia catherinae Böhlke & Smith, 1967

c8. Thalassenchelys:
1. Thalassenchelys coheni Castle and Raju, 1975
2. Thalassenchelys foliaceus Castle & Raju 1975

c9. Xenoconger:
1. Xenoconger fryeri Regan, 1912

d. Colocongridae:
d1.  Coloconger:
1. Coloconger cadenati Kanazawa, 1961
2. Coloconger canina (Castle & Raju, 1975)
3. Coloconger eximia (Castle, 1967)
4. Coloconger giganteus (Castle, 1959)
5. Coloconger japonicus Machida, 1984
6. Coloconger meadi Kanazawa, 1957
7. Coloconger raniceps Alcock, 1889
8. [Coloconger scholesi] Chan, 1967

e. Congridae
e1. Acromycter:
1. Acromycter alcocki (Gilbert & Cramer, 1897)
2. Acromycter atlanticus Smith, 1989
3. Acromycter longipectoralis Karmovskaya, 2004
4. Acromycter nezumi (Asano, 1958)
5. Acromycter perturbator (Parr, 1932)

e2. Ariosoma:
1. Ariosoma anago (Temminck & Schlegel, 1846)
2. Ariosoma anagoides (Bleeker, 1853)
3. Ariosoma anale (Poey, 1860)
4. Ariosoma balearicum (Delaroche, 1809)
5. Ariosoma bauchotae Karrer, 1982
6. Ariosoma coquettei Smith & Kanazawa, 1977
7. Ariosoma gilberti (Ogilby, 1898)
8. Ariosoma howensis (McCulloch & Waite, 1916)
9. Ariosoma major (Asano, 1958)
10. Ariosoma marginatum (Vaillant & Sauvage, 1875)
11. Ariosoma mauritianum (Pappenheim, 1914)
12. Ariosoma meeki (Jordan & Snyder, 1900)
13. Ariosoma megalops Fowler, 1938
14. Ariosoma mellissii (Günther, 1870)
15. Ariosoma multivertebratum Karmovskaya, 2004
16. Ariosoma nancyae Shen, 1998
17. Ariosoma nigrimanum Norman, 1939
18. Ariosoma obud Herre, 1923
19. Ariosoma ophidiophthalmus Karmovskaya, 1991
20. Ariosoma opistophthalmum (Ranzani, 1839)
21. Ariosoma sazonovi Karmovskaya, 2004
22. Ariosoma scheelei (Strömman, 1896)
23. Ariosoma selenops Reid, 1934
24. Ariosoma sereti Karmovskaya, 2004
25. Ariosoma shiroanago (Asano, 1958)
26. Ariosoma sokotranum Karmovskaya, 1991

e3. Arisoma:
1. Arisoma nystromi

e4. Bassanago:
1. Bassanago bulbiceps Whitley, 1948
2. Bassanago hirsutus (Castle, 1960)
3. Bassanago nielseni (Karmovskaya, 1990)

e5. Bathycongrus:
1. Bathycongrus aequoreus (Gilbert & Cramer, 1897)
2. Bathycongrus bleekeri Fowler 1934
3. Bathycongrus bullisi (Smith & Kanazawa, 1977)
4. Bathycongrus dubius (Breder, 1927)
5. Bathycongrus guttulatus (Günther, 1887)
6. Bathycongrus longicavis Karmovskaya, 2009
7. Bathycongrus macrocercus (Alcock, 1894)
8. Bathycongrus macrurus (Gilbert, 1891)
9. Bathycongrus nasicus (Alcock, 1894)
10. Bathycongrus odontostomus (Fowler, 1934)
11. Bathycongrus parapolyporus Karmovskaya, 2009
12. Bathycongrus polyporus (Smith & Kanazawa, 1977)
13. Bathycongrus retrotinctus (Jordan & Snyder, 1901)
14. Bathycongrus thysanochilus (Reid, 1934)
15. Bathycongrus trilineatus (Castle, 1964)
16. Bathycongrus trimaculatus Karmovskaya & Smith, 2008
17. Bathycongrus unimaculatus Karmovskaya, 2009
18. Bathycongrus varidens (Garman, 1899)
19. Bathycongrus vicinalis (Garman, 1899)
20. Bathycongrus wallacei (Castle, 1968)

e6. Bathymyrus:
1. Bathymyrus echinorhynchus Alcock 1889
2. Bathymyrus simus Smith, 1965
3. Bathymyrus smithi Castle, 1968

e7. Bathyuroconger:
1. Bathyuroconger parvibranchialis (Fowler, 1934)
2. Bathyuroconger vicinus (Vaillant, 1888)

e8. Blachea:
1. Blachea longicaudalis Karmovskaya, 2004
2. Blachea xenobranchialis Karrer and Smith, 1980

e9. Castleichthys:
1. Castleichthys auritus Smith, 2004

e10. Chiloconger:
1. Chiloconger dentatus (Garman, 1899)
2. Chiloconger philippinensis Smith & Karmovskaya, 2003

e11. Conger:
1. Conger cinereus Rüppell, 1830
2. Conger conger (Linnaeus, 1758)
3. Conger erebennus (Jordan & Snyder, 1901)
4. Conger esculentus Poey, 1861
5. Conger japonicus Bleeker, 1879
6. Conger macrocephalus Kanazawa, 1958
7. Conger myriaster (Brevoort, 1856)
8. Conger oceanicus (Mitchill, 1818)
9. Conger oligoporus Kanazawa, 1958
10. Conger orbignianus Valenciennes, 1837
11. Conger philippinus Kanazawa, 1958
12. Conger triporiceps Kanazawa, 1958
13. Conger verreauxi Kaup, 1856
14. Conger wilsoni (Bloch & Schneider, 1801)

e12. Congrhynchus:
1. Congrhynchus talabonoides Fowler, 1934

e13. Congriscus:
1. Congriscus maldivensis (Norman, 1939)
2. Congriscus marquesaensis Karmovskaya, 2004
3. Congriscus megastomus (Günther, 1877)

e14. Congrosoma:
1. Congrosoma evermanni Garman, 1899

e15. Diploconger:
1. Diploconger polystigmatus Kotthaus, 1968

e16. Gnathophis:
1. Gnathophis andriashevi Karmovskaya, 1990
2. Gnathophis asanoi Karmovskaya, 2004
3. Gnathophis bathytopos Smith and Kanazawa, 1977
4. Gnathophis bracheatopos Smith and Kanazawa, 1977
5. Gnathophis capensis (Kaup, 1856)
6. Gnathophis castlei Karmovskaya & Paxton, 2000
7. Gnathophis cinctus (Garman, 1899)
8. Gnathophis codoniphorus Maul, 1972
9. Gnathophis grahami Karmovskaya & Paxton, 2000
10. Gnathophis habenatus (Richardson, 1848)
11. Gnathophis heterognathos (Bleeker, 1858-59)
12. Gnathophis heterolinea (Kotthaus, 1968)
13. Gnathophis leptosomatus Karrer, 1982
14. Gnathophis longicauda (Ramsay & Ogilby, 1888)
15. Gnathophis macroporis Karmovskaya & Paxton, 2000
16. Gnathophis melanocoelus Karmovskaya & Paxton, 2000
17. Gnathophis microps Karmovskaya & Paxton, 2000
18. Gnathophis musteliceps (Alcock, 1894)
19. Gnathophis mystax (Delaroche, 1809)
20. Gnathophis nasutus Karmovskaya & Paxton, 2000
21. Gnathophis neocaledoniensis Karmovskaya, 2004
22. Gnathophis nystromi (Jordan & Snyder, 1901)
23. Gnathophis parini Karmovskaya, 1990
24. Gnathophis smithi Karmovskaya, 1990
25. Gnathophis tritos Smith & Kanazawa, 1977
26. Gnathophis umbrellabius (Whitley, 1948)
27. Gnathophis xenica (Matsubara & Ochiai, 1951)

e17. Gorgasia:
1. Gorgasia barnesi Robison & Lancraft, 1984
2. Gorgasia cotroneii (D'Ancona, 1928)
3. Gorgasia galzini Castle & Randall, 1999
4. Gorgasia hawaiiensis Randall & Chess, 1980
5. Gorgasia inferomaculata (Blache, 1977)
6. Gorgasia japonica Abe, Miki & Asai, 1977
7. Gorgasia klausewitzi Quéro & Saldanha, 1995
8. Gorgasia maculata Klausewitz & Eibl-Eibesfeldt, 1959
9. Gorgasia naeocepaea (Böhlke, 1951)
10. Gorgasia preclara Böhlke & Randall, 1981
11. Gorgasia punctata Meek & Hildebrand, 1923
12. Gorgasia sillneri Klausewitz, 1962
13. Gorgasia taiwanensis Shao, 1990
14. Gorgasia thamani Greenfield & Niesz, 2004

e18. Heteroconger:
1. Heteroconger balteatus Castle & Randall, 1999
2. Heteroconger camelopardalis (Lubbock, 1980)
3. Heteroconger canabus (Cowan & Rosenblatt, 1974)
4. Heteroconger chapmani (Herre, 1923)
5. Heteroconger cobra Böhlke & Randall, 1981
6. Heteroconger digueti (Pellegrin, 1923)
7. Heteroconger enigmaticus Castle & Randall, 1999
8. Heteroconger hassi (Klausewitz & Eibl-Eibesfeldt, 1959)
9. Heteroconger klausewitzi (Eibl-Eibesfeldt and Köster, 1983)
10. Heteroconger lentiginosus Böhlke & Randall, 1981
11. Heteroconger longissimus Günther, 1870
12. Heteroconger luteolus Smith, 1989
13. Heteroconger mercyae Allen & Erdmann, 2009
14. Heteroconger obscurus (Klausewitz & Eibl-Eibesfeldt, 1959)
15. Heteroconger pellegrini Castle, 1999
16. Heteroconger perissodon Böhlke & Randall, 1981
17. Heteroconger polyzona Bleeker, 1868
18. Heteroconger taylori Castle & Randall, 1995
19. Heteroconger tomberua Castle & Randall, 1999
20. Heteroconger tricia Castle & Randall, 1999

e19. Japonoconger:
1. Japonoconger africanus (Poll, 1953)
2. Japonoconger caribbeus Smith & Kanazawa, 1977
3. Japonoconger sivicolus (Matsubara & Ochiai, 1951)

e20. Kenyaconger:
1. Kenyaconger heemstrai Smith & Karmovskaya, 2003

e21. Lumiconger:
1. Lumiconger arafura Castle & Paxton, 1984

e22. Macrocephenchelys:
1. Macrocephenchelys brachialis Fowler, 1934
2. Macrocephenchelys brevirostris (Chen & Weng, 1967)

e23. Ophisoma:
1. Ophisoma prorigerum Gilbert, 1891

e24. Parabathymyrus:
1. Parabathymyrus brachyrhynchus (Fowler, 1934)
2. Parabathymyrus fijiensis Karmovskaya, 2004
3. Parabathymyrus karrerae Karmovskaya, 1991
4. Parabathymyrus macrophthalmus Kamohara, 1938
5. Parabathymyrus oregoni Smith & Kanazawa, 1977

e25. Paraconger:
1. Paraconger californiensis Kanazawa, 1961
2. Paraconger caudilimbatus (Poey, 1867)
3. Paraconger guianensis Kanazawa, 1961
4. Paraconger macrops (Günther, 1870)
5. Paraconger notialis Kanazawa, 1961
6. Paraconger ophichthys (Garman, 1899)
7. Paraconger similis (Wade, 1946)

e26. Paruroconger:
1. Paruroconger drachi Blache & Bauchot, 1976

e27. Poeciloconger:
1. Poeciloconger fasciatus Günther, 1872
2. Poeciloconger kapala Castle, 1990

e28. Promyllantor:
1. Promyllantor adenensis (Klausewitz, 1991)
2. Promyllantor atlanticus Karmovskaya, 2006
3. Promyllantor purpureus Alcock, 1890

e29. Pseudophichthys:
1. Pseudophichthys splendens (Lea, 1913)

e30. Pseudoxenomystax:
1. Pseudoxenomystax albescens (Barnard, 1923)

e31. Rhechias:
1. Rhechias bertini (Poll, 1953)

e32. Rhynchoconger:
1. Rhynchoconger ectenurus (Jordan & Richardson, 1909)
2. Rhynchoconger flavus (Goode & Bean, 1896)
3. Rhynchoconger gracilior (Ginsburg, 1951)
4. Rhynchoconger guppyi (Norman, 1925)
5. Rhynchoconger nitens (Jordan & Bollman, 1890)
6. Rhynchoconger squaliceps (Alcock, 1894)
7. Rhynchoconger trewavasae Ben-Tuvia, 1993

e33. Scalanago:
1. Scalanago lateralis Whitley, 1935

e34. Uroconger:
1. Uroconger erythraeus Castle, 1982
2. Uroconger lepturus (Richardson, 1845)
3. Uroconger syringinus Ginsburg, 1954

e35. Xenomystax:
1. Xenomystax atrarius Gilbert, 1891
2. Xenomystax austrinus Smith & Kanazawa, 1989
3. Xenomystax bidentatus (Reid, 1940)
4. Xenomystax congroides Smith and Kanazawa, 1989
5. Xenomystax trucidans Alcock, 1894

f. Derichthyidae:
f1. Derichthys:
1. Derichthys serpentinus Gill, 1884

f2. Nessorhamphus:
1. Nessorhamphus danae Schmidt, 1931
2. Nessorhamphus ingolfianus (Schmidt, 1912)

g. Heterenchelyidae:
g1. Panturichthys:
1. Panturichthys fowleri (Ben-tuvia, 1953)
2. Panturichthys isognathus Poll, 1953
3. Panturichthys longus (Ehrenbaum, 1915)
4. Panturichthys mauritanicus Pellegrin, 1913

g2. Pythonichthys:
1. Pythonichthys asodes Rosenblatt & Rubinoff 1972
2. Pythonichthys macrurus (Regan, 1912)
3. Pythonichthys microphthalmus (Regan, 1912)
4. Pythonichthys sanguineus Poey, 1868

h. Moringuidae:
h1. Moringua:
1. Moringua abbreviata (Bleeker, 1863)
2. Moringua arundinacea (McClelland, 1844)
3. Moringua bicolor Kaup, 1856
4. Moringua edwardsi (Jordan and Bollman, 1889)
5. Moringua ferruginea Bliss, 1883
6. Moringua javanica (Kaup, 1856)
7. Moringua macrocephalus (Bleeker, 1863)
8. Moringua macrochir Bleeker, 1855
9. Moringua microchir Bleeker, 1853
10. Moringua penni Schultz, 1953
11. Moringua raitaborua (Hamilton, 1822)

h2. Neoconger:
1. Neoconger mucronatus Girard, 1858
2. Neoconger tuberculatus (Castle, 1965)
3. Neoconger vermiformis Gilbert, 1890

i. Muraenesocidae:
i1. Congresox:
1. Congresox talabon (Cuvier, 1829)
2. Congresox talabonoides (Bleeker, 1853)

i2. Cynoponticus:
1. Cynoponticus coniceps (Jordan & Gilbert, 1882)
2. Cynoponticus ferox Costa, 1846
3. Cynoponticus savanna (Bancroft, 1831)

i3. Gavialiceps:
1. Gavialiceps arabicus (D'Ancona, 1928)
2. Gavialiceps bertelseni Karmovskaya 1993
3. Gavialiceps javanicus Karmovskaya 1993
4. Gavialiceps taeniola Alcock, 1889
5. Gavialiceps taiwanensis (Chen & Weng, 1967)

i4. Muraenesox:
1. Muraenesox bagio (Hamilton, 1822)
2. Muraenesox cinereus (Forsskål, 1775)

i5. Oxyconger:
1. Oxyconger leptognathus (Bleeker, 1858)

j. Muraenidae:
j1. Anarchias:
1. Anarchias allardicei Jordan and Starks, 1906
2. Anarchias cantonensis (Schultz, 1943)
3. Anarchias euryurus (Lea, 1913)
4. Anarchias galapagensis (Seale, 1940)
5. Anarchias leucurus (Snyder, 1904)
6. Anarchias longicaudis (Peters, 1877)
7. Anarchias maldiviensis Klausewitz, 1964
8. Anarchias seychellensis Smith, 1962
9. Anarchias similis (Lea, 1913)
10. Anarchias supremus McCosker & Stewart, 2006

j2. Channomuraena:
1. Channomuraena bauchotae Saldanha & Quéro, 1994
2. Channomuraena vittata (Richardson, 1845)

j3. Cirrimaxilla:
1. Cirrimaxilla formosa Chen & Shao, 1995

j4. Diaphenchelys:
1. Diaphenchelys pelonates McCosker & Randall, 2007

j5. Echidna:
1. Echidna amblyodon (Bleeker, 1856)
2. Echidna catenata (Bloch, 1795)
3. Echidna delicatula (Kaup, 1856)
4. Echidna leucotaenia Schultz, 1943
5. Echidna nebulosa (Ahl, 1789)
6. Echidna nocturna (Cope, 1872)
7. Echidna peli (Kaup, 1856)
8. Echidna polyzona (Richardson, 1845)
9. Echidna rhodochilus Bleeker, 1863
10. Echidna unicolor Schultz, 1953
11. Echidna xanthospilos (Bleeker, 1859)

j6. Enchelycore:
1. Enchelycore anatina (Lowe, 1838)
2. Enchelycore bayeri (Schultz, 1953)
3. Enchelycore bikiniensis (Schultz, 1953)
4. Enchelycore carychroa Böhlke & Böhlke, 1976
5. Enchelycore kamara Böhlke & Böhlke, 1980
6. Enchelycore lichenosa (Jordan & Snyder, 1901)
7. Enchelycore nigricans (Bonnaterre, 1788)
8. Enchelycore nycturanus Smith, 2002
9. Enchelycore octaviana (Myers & Wade, 1941)
10. Enchelycore pardalis (Temminck & Schlegel, 1846)
11. Enchelycore ramosa (Griffin, 1926)
12. Enchelycore schismatorhynchus (Bleeker, 1853)
13. Enchelycore tamarae Prokofiev, 2005

j7. Enchelynassa:
1. Enchelynassa canina (Quoy and Gaimard, 1824)

j8. Gymnomuraena:
1. Gymnomuraena zebra (Shaw, 1797)

j9. Gymnothorax:
1. Gymnothorax afer Bloch, 1795
2. Gymnothorax albimarginatus (Temminck & Schlegel, 1846)
3. Gymnothorax angusticauda (Weber & de Beaufort, 1916)
4. Gymnothorax angusticeps (Hildebrand & Barton, 1949)
5. Gymnothorax annasona Whitley, 1937
6. Gymnothorax annulatus Smith & Böhlke, 1997
7. Gymnothorax atolli (Pietschmann, 1935)
8. Gymnothorax australicola Lavenberg, 1992
9. Gymnothorax austrinus Böhlke & McCosker, 2001
10. Gymnothorax bacalladoi Böhlke & Brito, 1987
11. Gymnothorax baranesi Smith, Brokovich & Einbinder, 2008
12. Gymnothorax bathyphilus Randall & McCosker, 1975
13. Gymnothorax berndti Snyder, 1904
14. Gymnothorax breedeni McCosker & Randall, 1977
15. Gymnothorax buroensis (Bleeker, 1857)
16. Gymnothorax castaneus (Jordan & Gilbert, 1883)
17. Gymnothorax castlei Böhlke & Randall, 1999
18. Gymnothorax cephalospilus Böhlke & McCosker, 2001
19. Gymnothorax chilospilus Bleeker, 1864
20. Gymnothorax chlamydatus Snyder, 1908
21. Gymnothorax conspersus Poey, 1867
22. Gymnothorax cribroris Whitley, 1932
23. Gymnothorax davidsmithi McCosker & Randall, 2008
24. Gymnothorax dorsalis Seale, 1917
25. Gymnothorax dovii (Günther, 1870)
26. Gymnothorax elegans Bliss, 1883
27. Gymnothorax enigmaticus Mccosker and Randall, 1982
28. Gymnothorax equatorialis (Hildebrand, 1946)
29. Gymnothorax eurostus (Abbott, 1860)
30. Gymnothorax eurygnathos Böhlke, 2001
31. Gymnothorax favagineus Bloch & Schneider, 1801
32. Gymnothorax fimbriatus (Bennett, 1832)
33. Gymnothorax flavimarginatus (Rüppell, 1830)
34. Gymnothorax flavoculus (Böhlke & Randall, 1996)
35. Gymnothorax formosus Bleeker, 1864
36. Gymnothorax funebris Ranzani, 1839
37. Gymnothorax fuscomaculatus (Schultz, 1953)
38. Gymnothorax gracilicauda Jenkins, 1903
39. Gymnothorax griseus (Lacepède, 1803)
40. Gymnothorax hansi Heemstra, 2004
41. Gymnothorax hepaticus (Rüppell, 1830)
42. Gymnothorax herrei Beebe & Tee-Van, 1933
43. Gymnothorax hubbsi Böhlke & Böhlke, 1977
44. Gymnothorax intesi (Fourmanoir & Rivaton, 1979)
45. Gymnothorax isingteena (Richardson, 1845)
46. Gymnothorax javanicus (Bleeker, 1859)
47. Gymnothorax johnsoni (Smith, 1962)
48. Gymnothorax kidako (Temminck & Schlegel, 1846)
49. Gymnothorax kolpos Böhlke & Böhlke, 1980
50. Gymnothorax kontodontos Böhlke, 2000
51. Gymnothorax longinquus (Whitley, 1948)
52. Gymnothorax maderensis (Johnson, 1862)
53. Gymnothorax mareei Poll, 1953
54. Gymnothorax margaritophorus Bleeker, 1864
55. Gymnothorax marshallensis (Schultz, 1953)
56. Gymnothorax mccoskeri Smith & Böhlke, 1997
57. Gymnothorax megaspilus Böhlke & Randall, 1995
58. Gymnothorax melatremus Schultz, 1953
59. Gymnothorax meleagris (Shaw, 1795)
60. Gymnothorax microspila (Günther, 1870)
61. Gymnothorax microstictus Böhlke, 2000
62. Gymnothorax miliaris (Kaup, 1856)
63. Gymnothorax minor (Temminck & Schlegel, 1846)
64. Gymnothorax moluccensis (Bleeker, 1864)
65. Gymnothorax monochrous (Bleeker, 1856)
66. Gymnothorax monostigma (Regan, 1909)
67. Gymnothorax mordax (Ayres, 1859)
68. Gymnothorax moringa (Cuvier, 1829)
69. Gymnothorax mucifer Snyder, 1904
70. Gymnothorax nasuta de Buen, 1961
71. Gymnothorax neglectus Tanaka, 1911
72. Gymnothorax nigromarginatus (Girard, 1858)
73. Gymnothorax niphostigmus Chen, Shao & Chen, 1996
74. Gymnothorax nubilus (Richardson, 1848)
75. Gymnothorax nudivomer (Günther, 1867)
76. Gymnothorax nuttingi Snyder, 1904
77. Gymnothorax obesus (Whitley, 1932)
78. Gymnothorax ocellatus Agassiz, 1831
79. Gymnothorax panamensis (Steindachner, 1876)
80. Gymnothorax parini Collette, Smith & Böhlke, 1991
81. Gymnothorax phalarus Bussing, 1998
82. Gymnothorax phasmatodes (Smith, 1962)
83. Gymnothorax philippinus Jordan & Seale, 1907
84. Gymnothorax pictus (Ahl, 1789)
85. Gymnothorax pikei Bliss, 1883
86. Gymnothorax pindae Smith, 1962
87. Gymnothorax polygonius Poey, 1875
88. Gymnothorax polyspondylus Böhlke & Randall, 2000
89. Gymnothorax polyuranodon (Bleeker, 1853)
90. Gymnothorax porphyreus (Guichenot, 1848)
91. Gymnothorax prasinus (Richardson, 1848)
92. Gymnothorax prionodon Ogilby, 1895
93. Gymnothorax prismodon Böhlke & Randall, 2000
94. Gymnothorax prolatus Sasaki & Amaoka, 1991
95. Gymnothorax pseudoherrei Böhlke, 2000
96. Gymnothorax pseudothyrsoideus (Bleeker, 1852)
97. Gymnothorax punctatofasciatus Bleeker, 1863
98. Gymnothorax punctatus Bloch & Schneider, 1801
99. Gymnothorax randalli Smith & Böhlke, 1997
100. Gymnothorax reevesii (Richardson, 1845)
101. Gymnothorax reticularis Bloch, 1795
102. Gymnothorax richardsonii (Bleeker, 1852)
103. Gymnothorax robinsi Böhlke, 1997
104. Gymnothorax rueppellii (McClelland, 1844)
105. Gymnothorax ryukyuensis Hatooka, 2003
106. Gymnothorax sagenodeta (Richardson, 1848)
107. Gymnothorax sagmacephalus Böhlke, 1997
108. Gymnothorax saxicola Jordan and Davis, 1891
109. Gymnothorax serratidens (Hildebrand & Barton, 1949)
110. Gymnothorax shaoi Chen & Loh, 2007
111. Gymnothorax sokotrensis Kotthaus 1968
112. Gymnothorax steindachneri Jordan & Evermann, 1903
113. Gymnothorax taiwanensis Chen, Loh & Shao, 2008
114. Gymnothorax thyrsoideus (Richardson, 1845)
115. Gymnothorax tile (Hamilton, 1822)
116. Gymnothorax undulatus (Lacepède, 1803)
117. Gymnothorax unicolor (Delaroche, 1809)
118. Gymnothorax vagrans (Seale, 1917)
119. Gymnothorax verrilli (Jordan & Gilbert, 1883)
120. Gymnothorax vicinus (Castelnau, 1855)
121. Gymnothorax walvisensis Prokofiev, 2009
122. Gymnothorax woodwardi McCulloch, 1912
123. Gymnothorax ypsilon Hatooka & Randall, 1992
124. Gymnothorax zonipectis Seale, 1906

j10. Monopenchelys:
1. Monopenchelys acuta (Parr, 1930)
2. Monopenchelys acutus (Parr, 1930)

j11. Muraena:
1. Muraena appendiculata (Guichenot, 1848)
2. Muraena argus (Steindachner, 1870)
3. Muraena augusti (Kaup, 1856)
4. Muraena australiae Richardson, 1848
5. Muraena clepsydra Gilbert, 1898
6. Muraena helena Linnaeus, 1758
7. Muraena insularum Jordan & Davis, 1891
8. Muraena lentiginosa Jenyns, 1842
9. Muraena melanotis (Kaup, 1860)
10. Muraena pavonina Richardson, 1845
11. Muraena retifera Goode and Bean, 1882
12. Muraena robusta Osório, 1911

j12. Pseudechidna:
1. Pseudechidna brummeri (Bleeker, 1859)

j13. Rhinomuraena:
1. Rhinomuraena quaesita Garman, 1888

j14. Scuticaria:
1. Scuticaria okinawae (Jordan & Snyder, 1901)
2. Scuticaria tigrina (Lesson, 1828)

j15. Siderea:
1. Siderea geometrica

j16. Strophidon:
1. Strophidon sathete (Hamilton, 1822)

j17. Uropterygius:
1. Uropterygius concolor Rüppell, 1838
2. Uropterygius fasciolatus (Regan, 1909)
3. Uropterygius fuscoguttatus Schultz, 1953
4. Uropterygius genie Randall & Golani, 1995
5. Uropterygius golanii McCosker & Smith, 1997
6. Uropterygius inornatus Gosline, 1958
7. Uropterygius kamar McCosker & Randall, 1977
8. Uropterygius macrocephalus (Bleeker, 1864)
9. Uropterygius macularius (Lesueur, 1825)
10. Uropterygius makatei Gosline, 1958
11. Uropterygius marmoratus (Lacepède, 1803)
12. Uropterygius micropterus (Bleeker, 1852)
13. Uropterygius nagoensis Hatooka, 1984
14. Uropterygius oligospondylus Chen, Randall & Loh, 2008
15. Uropterygius polyspilus (Regan, 1909)
16. Uropterygius polystictus Myers & Wade, 1941
17. Uropterygius supraforatus (Regan, 1909)
18. Uropterygius versutus Bussing, 1991
19. Uropterygius wheeleri Blache, 1967
20. Uropterygius xanthopterus Bleeker, 1859
21. Uropterygius xenodontus McCosker & Smith, 1997

k. Myrocongridae:
k1. Myroconger:
1. Myroconger compressus Günther, 1870
2. Myroconger gracilis Castle, 1991
3. Myroconger nigrodentatus Castle & Béarez, 1995
4. Myroconger prolixus Castle & Béarez, 1995
5. Myroconger seychellensis Karmovskaya, 2006

l. Nemichthyidae:
l1. Avocettina:
1. Avocettina acuticeps (Regan, 1916)
2. Avocettina bowersii (Garman, 1899)
3. Avocettina infans (Günther, 1878)
4. Avocettina paucipora Nielsen & Smith, 1978

l2. Labichthys:
1. Labichthys carinatus Gill & Ryder, 1883
2. Labichthys yanoi (Mead & Rubinoff, 1966)

l3. Nemichthys:
1. Nemichthys curvirostris (Strömman, 1896)
2. Nemichthys larseni Nielsen & Smith, 1978
3. [Nemichthys scolopaceus] Richardson, 1848

m. Nettastomatidae:
m1. Facciolella:
1. Facciolella castlei Parin & Karmovskaya, 1985
2. Facciolella equatorialis (Gilbert, 1891)
3. Facciolella gilbertii (Garman, 1899)
4. Facciolella karreri Klausewitz, 1995
5. Facciolella oxyrhyncha (Bellotti, 1883)
6. Facciolella saurencheloides (D'Ancona, 1928)

m2. Hoplunnis:
1. Hoplunnis diomediana Goode and Bean, 1896
2. Hoplunnis macrura Ginsburg, 1951
3. Hoplunnis megista Smith & Kanazawa, 1989
4. Hoplunnis pacifica Lane & Stewart, 1968
5. Hoplunnis punctata Regan, 1915
6. Hoplunnis schmidti Kaup 1860
7. Hoplunnis sicarius (Garman, 1899)
8. Hoplunnis similis Smith, 1989
9. Hoplunnis tenuis Ginsburg, 1951

m3. Nettastoma:
1. Nettastoma falcinaris Parin & Karmovskaya, 1985
2. Nettastoma melanurum Rafinesque, 1810
3. Nettastoma parviceps Günther, 1877
4. Nettastoma solitarium Castle & Smith, 1981
5. Nettastoma syntresis Smith & Böhlke, 1981

m4. Nettenchelys:
1. Nettenchelys dionisi Brito, 1989
2. Nettenchelys erroriensis Karmovskaya, 1994
3. Nettenchelys exoria Böhlke & Smith, 1981
4. Nettenchelys gephyra Castle & Smith, 1981
5. Nettenchelys inion Smith & Böhlke, 1981
6. Nettenchelys paxtoni Karmovskaya, 1999
7. Nettenchelys pygmaea Smith & Böhlke, 1981
8. Nettenchelys taylori Alcock, 1898

m5. Saurenchelys:
1. Saurenchelys cancrivora Peters, 1864
2. Saurenchelys cognita Smith, 1989
3. Saurenchelys fierasfer (Jordan & Snyder, 1901)
4. Saurenchelys finitimus (Whitley, 1935)
5. Saurenchelys lateromaculatus (D'Ancona, 1928)
6. Saurenchelys meteori Klausewitz & Zajonz, 2000
7. Saurenchelys stylura (Lea, 1913)
8. Saurenchelys taiwanensis Karmovskaya, 2004

m6. Venefica:
1. Venefica multiporosa Karrer, 1982
2. Venefica ocella Garman, 1899
3. Venefica proboscidea (Vaillant, 1888)
4. Venefica procera (Goode & Bean, 1883)
5. Venefica tentaculata Garman, 1899

n. Ophichthidae:
n1. Ahlia:
1. Ahlia egmontis (Jordan, 1884)

n2. Allips:
1. Allips concolor McCosker, 1972

n3. Aplatophis:
1. Aplatophis chauliodus Böhlke, 1956
2. Aplatophis zorro McCosker & Robertson, 2001

n4. Aprognathodon:
1. Aprognathodon platyventris Böhlke, 1967

n5. Apterichtus:
1. Apterichtus anguiformis (Peters, 1877)
2. Apterichtus ansp (Böhlke, 1968)
3. Apterichtus australis McCosker & Randall, 2005
4. Apterichtus caecus (Linnaeus, 1758)
5. Apterichtus equatorialis (Myers & Wade, 1941)
6. Apterichtus flavicaudus (Snyder, 1904)
7. Apterichtus gracilis (Kaup, 1856)
8. Apterichtus gymnocelus (Böhlke, 1953)
9. Apterichtus kendalli (Gilbert, 1891)
10. Apterichtus keramanus Machida, Hashimoto & Yamakawa, 1997
11. Apterichtus klazingai (Weber, 1913)
12. Apterichtus monodi (Roux, 1966)
13. Apterichtus moseri (Jordan & Snyder, 1901)
14. Apterichtus orientalis Machida & Ohta, 1994

n6. Asarcenchelys:
1. Asarcenchelys longimanus McCosker, 1985

n7. Bascanichthys:
1. Bascanichthys bascanium (Jordan, 1884)
2. Bascanichthys bascanoides Osburn & Nichols, 1916
3. Bascanichthys ceciliae Blache & Cadenat, 1971
4. Bascanichthys congoensis Blache & Cadenat, 1971
5. Bascanichthys cylindricus Meek & Hildebrand, 1923
6. Bascanichthys deraniyagalai Menon, 1961
7. Bascanichthys fijiensis (Seale, 1935)
8. Bascanichthys filaria (Günther, 1872)
9. Bascanichthys inopinatus McCosker, Böhlke & Böhlke, 1989
10. Bascanichthys kirkii (Günther, 1870)
11. Bascanichthys longipinnis (Kner & Steindachner, 1867)
12. Bascanichthys myersi (Herre, 1932)
13. Bascanichthys panamensis Meek & Hildebrand, 1923
14. Bascanichthys paulensis Storey, 1939
15. Bascanichthys pusillus Seale, 1917
16. Bascanichthys scuticaris (Goode and Bean, 1880)
17. Bascanichthys sibogae (Weber, 1913)

n8. Benthenchelys:
1. Benthenchelys cartieri Fowler, 1934
2. Benthenchelys indicus Castle, 1972
3. Benthenchelys pacificus Castle, 1972

n9. Brachysomophis:
1. Brachysomophis atlanticus Blache & Saldanha, 1972
2. Brachysomophis cirrocheilos (Bleeker, 1857)
3. Brachysomophis crocodilinus (Bennett, 1833)
4. Brachysomophis henshawi Jordan & Snyder, 1904
5. Brachysomophis longipinnis McCosker & Randall, 2001
6. Brachysomophis porphyreus (Temminck & Schlegel, 1846)
7. Brachysomophis umbonis McCosker & Randall, 2001

n10. Caecula:
1. Caecula pterygera Vahl, 1794

n11. Callechelys:
1. Callechelys bilinearis Kanazawa, 1952
2. Callechelys bitaeniata (Peters, 1877)
3. Callechelys catostoma (Schneider & Forster, 1801)
4. Callechelys cliffi Böhlke & Briggs, 1954
5. Callechelys eristigma McCosker & Rosenblatt, 1972
6. Callechelys galapagensis McCosker & Rosenblatt, 1972
7. Callechelys guineensis (Osório, 1893)
8. Callechelys leucoptera (Cadenat, 1954)
9. Callechelys lutea Snyder, 1904
10. Callechelys maculatus Chu, Wu & Jin, 1981
11. Callechelys marmorata (Bleeker, 1853)
12. Callechelys muraena Jordan & Evermann, 1887
13. Callechelys papulosa McCosker, 1998
14. Callechelys randalli McCosker, 1998
15. Callechelys springeri (Ginsburg, 1951)

n12. Caralophia:
1. Caralophia loxochila Böhlke, 1955

n13. Cirrhimuraena:
1. Cirrhimuraena calamus (Günther, 1870)
2. Cirrhimuraena cheilopogon (Bleeker, 1860)
3. Cirrhimuraena chinensis Kaup, 1856
4. Cirrhimuraena inhacae (Smith, 1962)
5. Cirrhimuraena oliveri (Seale, 1910)
6. Cirrhimuraena orientalis Nguyen, 1993
7. Cirrhimuraena paucidens Herre & Myers, 1931
8. Cirrhimuraena playfairii (Günther, 1870)
9. Cirrhimuraena tapeinoptera Bleeker, 1863
10. Cirrhimuraena yuanding Tang and Zhang, 2003

n14. Cirricaecula:
1. Cirricaecula johnsoni Schultz, 1953
2. Cirricaecula macdowelli McCosker & Randall, 1993

n15. Cirrihimuraena:
1. Cirrihimuraena yuanding Tang & Zhang, 2003

n16. Dalophis:
1. Dalophis boulengeri (Blache, Cadenat & Stauch, 1970)
2. Dalophis cephalopeltis (Bleeker, 1863)
3. Dalophis imberbis (Delaroche, 1809)
4. Dalophis multidentatus Blache & Bauchot, 1972
5. Dalophis obtusirostris Blache and Bauchot, 1972

n17. Echelus:
1. Echelus myrus (Linnaeus, 1758)
2. Echelus pachyrhynchus (Vaillant, 1888)
3. Echelus uropterus (Temminck & Schlegel, 1846)

n18. Echiophis:
1. Echiophis brunneus (Castro-Aguirre & Suárez de los Cobos, 1983)
2. Echiophis creutzbergi (Cadenat, 1956)
3. Echiophis intertinctus (Richardson, 1848)
4. Echiophis punctifer (Kaup, 1860)

n19. Elapsopis:
1. Elapsopis cyclorhinus (Fraser-Brunner, 1934)
2. Elapsopis versicolor (Richardson, 1848)

n20. Ethadophis:
1. Ethadophis akkistikos McCosker & Böhlke, 1984
2. Ethadophis byrnei Rosenblatt & McCosker, 1970
3. Ethadophis epinepheli (Blache & Bauchot, 1972)
4. Ethadophis foresti (Cadenat & Roux, 1964)
5. Ethadophis merenda Rosenblatt & McCosker, 1970

n21. Evips:
1. Evips percinctus McCosker, 1972

n22. Glenoglossa:
1. Glenoglossa wassi McCosker, 1982

n23. Gordiichthys:
1. Gordiichthys combibus McCosker & Lavenberg, 2001
2. Gordiichthys ergodes McCosker, Böhlke & Böhlke, 1989
3. Gordiichthys irretitus Jordan and Davis, 1891
4. Gordiichthys leibyi McCosker & Böhlke, 1984
5. Gordiichthys randalli McCosker & Böhlke, 1984

n24. Hemerorhinus:
1. Hemerorhinus heyningi (Weber, 1913)
2. Hemerorhinus opici Blache & Bauchot, 1972

n25. Herpetoichthys:
1. Herpetoichthys fossatus (Myers & Wade, 1941)

n26. Hyphalophis:
1. Hyphalophis devius McCosker & Böhlke, 1982

n27. Ichthyapus:
1. Ichthyapus acuticeps (Barnard, 1923)
2. Ichthyapus insularis McCosker, 2004
3. Ichthyapus omanensis (Norman, 1939)
4. Ichthyapus ophioneus (Evermann and Marsh, 1900)
5. Ichthyapus platyrhynchus (Gosline, 1951)
6. Ichthyapus selachops (Jordan & Gilbert, 1882)
7. Ichthyapus vulturis (Weber & de Beaufort, 1916)

n28. Kertomichthys:
1. Kertomichthys blastorhinos (Kanazawa, 1963)

n29. Lamnostoma:
1. Lamnostoma orientalis (McClelland, 1844)
2. Lamnostoma polyophthalma (Bleeker, 1853)

n30. Leiuranus:
1. Leiuranus semicinctus (Lay & Bennett, 1839)

n31. Leptenchelys:
1. Leptenchelys vermiformis Myers & Wade, 1941

n32. Letharchus:
1. Letharchus aliculatus McCosker, 1974
2. Letharchus rosenblatti McCosker, 1974
3. Letharchus velifer Goode and Bean, 1882

n33. Lethogoleos:
1. Lethogoleos andersoni McCosker & Böhlke, 1982

n34. Leuropharus:
1. Leuropharus lasiops Rosenblatt & McCosker, 1970

n35. Luthulenchelys:
1. Luthulenchelys heemstraorum McCosker, 2007

n36. Malvoliophis:
1. Malvoliophis pinguis (Günther, 1872)

n37. Mixomyrophis:
1. Mixomyrophis pusillipinna McCosker, 1985

n38. Muraenichthys;
1. Muraenichthys elerae Fowler, 1934
2. Muraenichthys gymnopterus (Bleeker, 1853)
3. Muraenichthys iredalei Whitley, 1927
4. Muraenichthys macrostomus Bleeker, 1864
5. Muraenichthys philippinensis Schultz & Woods, 1949
6. Muraenichthys schultzei Bleeker, 1857
7. Muraenichthys sibogae Weber & de Beaufort, 1916
8. Muraenichthys thompsoni Jordan & Richardson, 1908

n39. Myrichthys:
1. Myrichthys aspetocheiros McCosker & Rosenblatt, 1993
2. Myrichthys bleekeri Gosline, 1951
3. Myrichthys breviceps (Richardson, 1848)
4. Myrichthys colubrinus (Boddaert, 1781)
5. Myrichthys maculosus (Cuvier, 1816)
6. Myrichthys magnificus (Abbott, 1860)
7. Myrichthys ocellatus (Lesueur, 1825)
8. Myrichthys pantostigmius Jordan & McGregor, 1898
9. Myrichthys pardalis (Valenciennes, 1839)
10. Myrichthys tigrinus Girard, 1859
11. Myrichthys xysturus (Jordan & Gilbert, 1882)

n40. Myrophis:
1. Myrophis anterodorsalis McCosker, Böhlke & Böhlke, 1989
2. Myrophis cheni Chen & Weng, 1967
3. Myrophis lepturus Kotthaus 1968
4. Myrophis microchir (Bleeker, 1864)
5. Myrophis platyrhynchus Breder, 1927
6. Myrophis plumbeus (Cope, 1871)
7. Myrophis punctatus Lütken, 1852
8. Myrophis vafer Jordan and Gilbert, 1883

n41. Mystriophis:
1. Mystriophis crosnieri Blache, 1971
2. Mystriophis rostellatus (Richardson, 1848)

n42. Neenchelys:
1. Neenchelys buitendijki Weber & de Beaufort, 1916
2. Neenchelys daedalus McCosker, 1982
3. Neenchelys microtretus Bamber, 1915
4. Neenchelys retropinna Smith & Böhlke, 1983

n43. Ophichthus:
1. Ophichthus altipennis (Kaup, 1856)
2. Ophichthus apachus McCosker & Rosenblatt, 1998
3. Ophichthus aphotistos McCosker & Chen, 2000
4. Ophichthus apicalis (Anonymous [Bennett], 1830)
5. Ophichthus arneutes McCosker & Rosenblatt, 1998
6. Ophichthus asakusae Jordan & Snyder, 1901
7. Ophichthus bonaparti (Kaup, 1856)
8. Ophichthus brachynotopterus Karrer, 1982
9. Ophichthus brasiliensis (Kaup, 1856)
10. Ophichthus brevicaudatus Chu, Wu & Jin, 1981
11. Ophichthus brevirostris McCosker & Ross, 2007
12. Ophichthus celebicus (Bleeker, 1856)
13. Ophichthus cephalozona Bleeker, 1864
14. Ophichthus cruentifer (Goode and Bean, 1896)
15. Ophichthus cylindroideus (Ranzani, 1839)
16. Ophichthus echeloides (D'Ancona, 1928)
17. Ophichthus episcopus Castelnau, 1878
18. Ophichthus erabo (Jordan & Snyder, 1901)
19. Ophichthus evermanni Jordan & Richardson, 1909
20. Ophichthus exourus McCosker, 1999
21. Ophichthus fasciatus (Chu, Wu & Jin, 1981)
22. Ophichthus frontalis Garman, 1899
23. Ophichthus garretti Günther, 1910
24. Ophichthus genie McCosker, 1999
25. Ophichthus gomesii (Castelnau, 1855)
26. Ophichthus grandoculis (Cantor, 1849)
27. Ophichthus hyposagmatus McCosker & Böhlke, 1984
28. Ophichthus karreri Blache, 1975
29. Ophichthus kunaloa McCosker, 1979
30. Ophichthus leonensis Blache, 1975
31. Ophichthus limkouensis Chen, 1929
32. Ophichthus lithinus (Jordan & Richardson, 1908)
33. Ophichthus longipenis McCosker & Rosenblatt, 1998
34. Ophichthus macrochir (Bleeker, 1853)
35. Ophichthus macrops Günther, 1910
36. Ophichthus maculatus (Rafinesque, 1810)
37. Ophichthus madagascariensis Fourmanoir 1961
38. Ophichthus manilensis Herre, 1923
39. Ophichthus marginatus (Peters, 1855)
40. Ophichthus mecopterus McCosker & Rosenblatt, 1998
41. Ophichthus megalops Asano, 1987
42. Ophichthus melanoporus Kanazawa, 1963
43. Ophichthus melope McCosker & Rosenblatt, 1998
44. Ophichthus menezesi McCosker & Böhlke, 1984
45. Ophichthus microcephalus (Day, 1878)
46. Ophichthus mystacinus McCosker, 1999
47. Ophichthus omorgmus McCosker & Böhlke, 1984
48. Ophichthus ophis (Linnaeus, 1758)
49. Ophichthus parilis (Richardson, 1848)
50. Ophichthus polyophthalmus Bleeker, 1864
51. Ophichthus pullus McCosker, 2005
52. Ophichthus puncticeps (Kaup, 1860)
53. Ophichthus regius (Richardson, 1848)
54. Ophichthus remiger (Valenciennes, 1837)
55. Ophichthus rex Böhlke & Caruso, 1980
56. Ophichthus roseus Tanaka, 1917
57. Ophichthus rotundus Lee & Asano, 1997
58. Ophichthus rufus (Rafinesque, 1810)
59. Ophichthus rugifer Jordan & Bollman, 1890
60. Ophichthus rutidoderma (Bleeker, 1853)
61. Ophichthus serpentinus Seale, 1917
62. Ophichthus singapurensis Bleeker, 1864-65
63. Ophichthus spinicauda (Norman, 1922)
64. Ophichthus stenopterus Cope, 1871
65. Ophichthus tchangi Tang & Zhang, 2002
66. Ophichthus tetratrema McCosker & Rosenblatt, 1998
67. Ophichthus triserialis (Kaup, 1856)
68. Ophichthus tsuchidae Jordan & Snyder, 1901
69. Ophichthus unicolor Regan, 1908
70. Ophichthus urolophus (Temminck & Schlegel, 1846)
71. Ophichthus woosuitingi Chen, 1929
72. Ophichthus zophochir Jordan & Gilbert, 1882

n44. Ophichtus:
1. Ophichtus tchangi Tang & Zhang, 2002

n45. Ophisurus:
1. Ophisurus macrorhynchos Bleeker, 1853
2. Ophisurus serpens (Linnaeus, 1758)

n46. Paraletharchus:
1. Ophisurus macrorhynchos Bleeker, 1853
2. Ophisurus serpens (Linnaeus, 1758)

n47. Phaenomonas:
1. Phaenomonas cooperae Palmer, 1970
2. Phaenomonas longissima (Cadenat & Marchal, 1963)
3. Phaenomonas pinnata Myers & Wade, 1941

n48. Phyllophichthus:
1. Phyllophichthus macrurus McKay, 1970
2. Phyllophichthus xenodontus Gosline, 1951

n49. Pisodonophis:
1. Pisodonophis boro (Hamilton, 1822)
2. Pisodonophis cancrivorus (Richardson, 1848)
3. Pisodonophis copelandi Herre, 1953
4. Pisodonophis daspilotus Gilbert, 1898
5. Pisodonophis hijala (Hamilton, 1822)
6. Pisodonophis hoeveni (Bleeker, 1853)
7. Pisodonophis hypselopterus (Bleeker, 1851)
8. Pisodonophis semicinctus (Richardson, 1848)
9. Pisodonophis zophistius Jordan & Snyder, 1901

n50. Pseudomyrophis:
1. Pseudomyrophis atlanticus Blache, 1975
2. Pseudomyrophis frio (Jordan & Davis, 1891)
3. Pseudomyrophis fugesae McCosker, Böhlke & Böhlke, 1989
4. Pseudomyrophis micropinna Wade, 1946
5. Pseudomyrophis nimius Böhlke, 1960

n51. Quassiremus:
1. Quassiremus ascensionis (Studer, 1889)
2. Quassiremus evionthas (Jordan & Bollman, 1890)
3. Quassiremus nothochir (Gilbert, 1890)
4. Quassiremus polyclitellum Castle, 1996

n52. Rhinophichthus:
1. Rhinophichthus penicillatus McCosker, 1999

n53. Schismorhynchus:
1. Schismorhynchus labialis (Seale, 1917)

n54. Schultzidia:
1. Schultzidia johnstonensis (Schultz & Woods, 1949)
2. Schultzidia retropinnis (Fowler, 1934)

n55. Scolecenchelys:
1. Scolecenchelys acutirostris (Weber & de Beaufort, 1916)
2. Scolecenchelys australis (Macleay, 1881)
3. Scolecenchelys borealis (Machida & Shiogaki, 1990)
4. Scolecenchelys breviceps (Günther, 1876)
5. Scolecenchelys castlei McCosker, 2006
6. Scolecenchelys chilensis (McCosker, 1970)
7. Scolecenchelys cookei (Fowler, 1928)
8. Scolecenchelys erythraeensis (Bauchot & Maugé, 1980)
9. Scolecenchelys godeffroyi (Regan, 1909)
10. Scolecenchelys gymnota (Bleeker, 1857)
11. Scolecenchelys japonica (Machida & Ohta, 1993)
12. Scolecenchelys laticaudata (Ogilby, 1897)
13. Scolecenchelys macroptera (Bleeker, 1857)
14. Scolecenchelys nicholsae (Waite, 1904)
15. Scolecenchelys okamurai (Machida & Ohta, 1996)
16. Scolecenchelys profundorum (McCosker & Parin, 1995)
17. Scolecenchelys puhioilo (McCosker, 1979)
18. Scolecenchelys tasmaniensis (McCulloch, 1911)
19. Scolecenchelys vermiformis (Peters, 1866)
20. Scolecenchelys xorae (Smith, 1958)

n56. Scytalichthys:
1. Scytalichthys miurus (Jordan & Gilbert, 1882)

n57. Skythrenchelys:
1. Skythrenchelys lentiginosa Castle & McCosker, 1999
2. Skythrenchelys zabra Castle & McCosker, 1999

n58. Sphagebranchus:
1. Sphagebranchus cinctus Tanaka 1908
2. Sphagebranchus kuro (Kuroda, 1947)

n59. Xestochilus:
1. Xestochilus nebulosus (Smith, 1962)

n60. Xyrias:
1. Xyrias chioui McCosker, Chen & Chen, 2009
2. Xyrias guineensis (Blache, 1975)
3. Xyrias multiserialis (Norman, 1939)
4. Xyrias revulsus Jordan & Snyder, 1901

n61. Yirrkala:
1. Yirrkala chaselingi Whitley, 1940
2. Yirrkala fusca (Zuiew, 1793)
3. Yirrkala insolitus McCosker, 1999
4. Yirrkala kaupii (Bleeker, 1858)
5. Yirrkala lumbricoides (Bleeker, 1864)
6. Yirrkala macrodon (Bleeker, 1863)
7. Yirrkala maculata (Klausewitz, 1964)
8. Yirrkala misolensis (Günther, 1872)
9. Yirrkala moluccensis (Bleeker, 1864)
10. Yirrkala moorei McCosker, 2006
11. Yirrkala tenuis (Günther, 1870)

o. Serrivomeridae:
o1. Serrivomer:
1. Serrivomer beanii Gill & Ryder, 1883
2. Serrivomer bertini Bauchot, 1959
3. Serrivomer brevidentatus Roule and Bertin, 1929
4. Serrivomer danae (Roule & Bertin, 1924)
5. Serrivomer garmani Bertin 1944
6. Serrivomer jesperseni Bauchot-Boutin, 1953
7. Serrivomer lanceolatoides (Schmidt, 1916)
8. Serrivomer samoensis Bauchot, 1959
9. Serrivomer schmidti Bauchot-Boutin, 1953
10. Serrivomer sector Garman, 1899

o2. Stemonidium:
1. Stemonidium hypomelas Gilbert, 1905

p. Synaphobranchidae:
p1. Atractodenchelys:
1. Atractodenchelys phrix Robins & Robins 1970
2. Atractodenchelys robinsorum Karmovskaya, 2003

p2. Diastobranchus:
1. Diastobranchus capensis Barnard, 1923

p3. Dysomma:
1. Dysomma anguillare Barnard, 1923
2. Dysomma brevirostre (Facciolà, 1887)
3. Dysomma bucephalus Alcock, 1889
4. Dysomma dolichosomatum Karrer, 1982
5. Dysomma fuscoventralis Karrer & Klausewitz, 1982
6. Dysomma goslinei Robins & Robins, 1976
7. Dysomma longirostrum Chen & Mok, 2001
8. Dysomma melanurum Chen & Weng, 1967
9. Dysomma muciparus (Alcock, 1891)
10. Dysomma opisthoproctus Chen & Mok, 1995
11. Dysomma polycatodon Karrer, 1982
12. Dysomma tridens Robins, Böhlke & Robins, 1989

p4. Dysommina:
1. Dysommina proboscideus (Lea, 1913)
2. Dysommina rugosa Ginsburg, 1951

p5. Haptenchelys:
1. Haptenchelys texis Robins & Martin, 1976

p6. Histiobranchus:
1. Histiobranchus australis (Regan, 1913)
2. Histiobranchus bathybius (Günther, 1877)
3. Histiobranchus bruuni Castle, 1964

p7. Ilyophis:
1. Ilyophis arx Robins, 1976
2. Ilyophis blachei Saldanha & Merrett, 1982
3. Ilyophis brunneus Gilbert, 1891
4. Ilyophis nigeli Shcherbachev & Sulak, 1997
5. Ilyophis robinsae Sulak & Shcherbachev, 1997
6. Ilyophis saldanhai Karmovskaya & Parin, 1999

p8. Linkenchelys:
1. Linkenchelys multipora Smith 1989

p9. Meadia:
1. Meadia abyssalis (Kamohara, 1938)
2. Meadia roseni Mok, Lee & Chan, 1991

p10. Simenchelys:
1. Simenchelys parasitica Gill, 1879

p11. Synaphobranchu:
1. Synaphobranchu pinnatus

p12. Synaphobranchus:
1. Synaphobranchus affinis Günther, 1877
2. Synaphobranchus brevidorsalis Günther, 1887
3. Synaphobranchus calvus Melo, 2007
4. Synaphobranchus dolichorhynchus (Lea, 1913)
5. Synaphobranchus kaupii Johnson, 1862
6. Synaphobranchus oregoni Castle, 1960

p13. Thermobiotes:
1. Thermobiotes mytilogeiton Geistdoerfer 1991

### a5.Ateleopodiformes
a. Ateleopodidae:
a1. Ateleopus:
1. Ateleopus indicus Alcock, 1891
2. Ateleopus japonicus Bleeker, 1853
3. Ateleopus natalensis Regan, 1921
4. Ateleopus purpureus Tanaka, 1915
5. Ateleopus tanabensis Tanaka, 1918

a2, Guentherus:
1. Guentherus altivela Osório, 1917
2. Guentherus katoi Senou, Kuwayama & Hirate, 2008

a3. Ijimaia:
1. Ijimaia antillarum Howell Rivero, 1935
2. Ijimaia dofleini Sauter, 1905
3. Ijimaia fowleri Howell Rivero, 1935
4. Ijimaia loppei Roule, 1922
5. Ijimaia plicatellus (Gilbert, 1905)

a4. Parateleopus:
1. Parateleopus microstomus Smith & Radcliffe, 1912

### a6.Atheriniformes
a. Atherinidae:
a1. Atherina:
1. Atherina hepsetus Linnaeus, 1758
2. Atherina boyeri Risso 1810
3. Atherina presbyter Cuvier, 1829
4. Atherina breviceps Valenciennes, 1835
5. Atherina lopeziana Rossignol and Blache, 1961

a2. Atherinason:
1. Atherinason dannevigi
2. Atherinason hepsetoides (Richardson, 1843)

a3. Atherinomorus:
1. Atherinomorus aetholepis Kimura, Iwatsuki and Yoshino, 2002
2. Atherinomorus balabacensis (Seale, 1910)
3. Atherinomorus capricornensis (Woodland, 1961)
4. Atherinomorus duodecimalis (Valenciennes, 1835)
5. Atherinomorus endrachtensis (Quoy and Gaimard, 1825)
6. Atherinomorus insularum (Jordan and Evermann, 1903)
7. Atherinomorus lacunosus (Forster, 1801)
8. Atherinomorus lineatus (Günther, 1872)
9. Atherinomorus regina (Seale, 1910)
10. Atherinomorus stipes (Müller & Troschel, 1848)
11. Atherinomorus vaigiensis (Quoy and Gaimard, 1825)

a4. Atherinops:
1. Atherinops affinis (Ayres, 1860)

a5. Atherinopsis:
1. Atherinopsis californiensis Girard, 1854

a6. Atherinosoma:
1. Atherinosoma elongata (Klunzinger, 1879)
2. Atherinosoma microstoma (Günther, 1861)

a7. Atherion:
1. Atherion africanus Smith, 1965
2. Atherion elymus Jordan and Starks, 1901
3. Atherion maccullochi Jordan and Hubbs, 1919

a8. Basilichthys:
1. Basilichthys nigricans

a9. Colpichthys:
1. Colpichthys hubbsi Crabtree, 1989
2. Colpichthys regis (Jenkins and Evermann, 1889)

a10. Craterocephalus:
1. Craterocephalus capreoli Rendahl, 1922
2. Craterocephalus eyresii (Steindachner, 1883)
3. Craterocephalus honoriae (Ogilby, 1912)
4. Craterocephalus mugiloides (McCulloch, 1912)
5. Craterocephalus munroi Crowley and Ivantsoff, 1988
6. Craterocephalus pauciradiatus (Günther, 1861)

a11. Hypoatherina:
1. Hypoatherina barnesi Schultz, 1953
2. Hypoatherina crenolepis (Schultz, 1953)
3. Hypoatherina harringtonensis (Goode, 1877)
4. Hypoatherina ovalaua (Herre, 1935)
5. Hypoatherina temminckii (Bleeker, 1853)
6. Hypoatherina tropicalis (Whitley, 1948)
7. Hypoatherina tsurugae (Jordan and Starks, 1901)
8. Hypoatherina valenciennei (Bleeker, 1853)
9. Hypoatherina woodwardi (Jordan and Starks, 1901)

a12. Kestratherina:
1. Kestratherina brevirostris Pavlov, Ivantsoff, Last and Crowley, 1988
2. Kestratherina esox (Klunzinger, 1872)

a13. Leptatherina:
1. Leptatherina presbyteroides (Richardson, 1843)
2. Leptatherina wallacei (Prince, Ivantsoff and Potter, 1982)

a14. Leuresthes:
1. Leuresthes sardina (Jenkins and Evermann, 1889)
2. Leuresthes tenuis (Ayres, 1860)

a15. Membras:
1. Membras analis (Schultz, 1948)
2. Membras dissimilis (Carvalho, 1856)
3. Membras gilberti (Jordan and Bollman, 1890)
4. Membras martinica (Valenciennes, 1835)
5. Membras vagrans (Goode and Bean, 1879)

a16. Menidia:
1. Menidia beryllina (Cope, 1867)
2. Menidia clarkhubbsi Echelle and Mosier, 1982
3. Menidia colei Hubbs, 1936
4. Menidia conchorum Hildebrand and Ginsburg, 1927
5. Menidia menidia (Linnaeus, 1766)
6. Menidia peninsulae (Goode and Bean, 1879)
7. Menidia vagrans

a17. Odontesthes:
1. Odontesthes argentinensis (Valenciennes, 1835)
2. Odontesthes bonariensis (Valenciennes, 1835)
3. Odontesthes incisa (Jenyns, 1841)
4. Odontesthes ledae Malabarba and Dyer, 2002
5. Odontesthes nigricans (Richardson, 1848)
6. Odontesthes platensis (Berg, 1895)
7. Odontesthes regia (Humboldt, 1821)

a18. Stenatherina:
1. Stenatherina panatela (Jordan and Richardson, 1908)

a19. Teramulus:
1. Stenatherina panatela (Jordan and Richardson, 1908)

b. Atherinopsidae:
b1. Atherinella:
1. Atherinella alvarezi (Diaz-Pardo, 1972)
2. Atherinella argentea Chernoff, 1986
3. Atherinella beani (Meek and Hildebrand, 1923)
4. Atherinella blackburni (Schultz, 1949)
5. Atherinella brasiliensis (Quoy and Gaimard, 1825)
6. Atherinella callida Chernoff, 1986
7. Atherinella chagresi (Meek & Hildebrand 1914)
8. Atherinella eriarcha Jordan and Gilbert, 1882
9. Atherinella guatemalensis (Günther, 1864)
10. Atherinella milleri (Bussing, 1979)
11. Atherinella nepenthe (Myers and Wade, 1942)
12. Atherinella nesiotes (Myers and Wade, 1942)
13. Atherinella nocturna (Myers and Wade, 1942)
14. Atherinella pachylepis (Günther, 1864)
15. Atherinella pallida (Fowler, 1944)
16. Atherinella panamensis Steindachner, 1875
17. Atherinella schultzi (Alvarez and Carranza, 1952)
18. Atherinella serrivomer Chernoff, 1986
19. Atherinella starksi (Meek and Hildebrand, 1923)
20. Atherinella venezuelae (Eigenmann, 1920)

b2. Chirostoma:
1. Chirostoma jordani Woolman, 1894

b3. Labidesthes:
1. Labidesthes sicculus (Cope, 1865)

b4. Melanorhinus:
1. Melanorhinus cyanellus (Meek and Hildebrand, 1923)
2. Melanorhinus microps (Poey, 1860)

c. Dentatherinidae:
c1. Dentatherina:
1. Dentatherina merceri Patten and Ivantsoff, 1983

d. Melanotaeniidae:
d1. Melanotaenia:
1. Melanotaenia nigrans (Richardson, 1843)

e. Notocheiridae:
e1. Iso:
1. Iso flosmaris Jordan and Starks, 1901
2. Iso hawaiiensis Gosline, 1952
3. Iso natalensis Regan, 1919
4. Iso nesiotes Saeed, Ivantsoff and Crowley, 1993
5. Iso rhothophilus (Ogilby, 1895)

e2. Notocheirus:
1. Notocheirus hubbsi Clark, 1937

f. Phallostethidae:
f1. Gulaphallus:
1. Gulaphallus panayensis (Herre, 1942)

f2. Neostethus:
1. Neostethus amaricola (Villadolid and Manacop, 1934)
2. Neostethus bicornis Regan, 1916
3. Neostethus borneensis Herre 1939
4. Neostethus ctenophorus (Aurich, 1937)
5. Neostethus djajaorum Parenti and Louie, 1998
6. Neostethus lankesteri Regan, 1916
7. Neostethus palawanensis (Myers, 1935)
8. Neostethus robertsi Parenti, 1989
9. Neostethus thessa (Aurich, 1937)
10. Neostethus villadolidi Herre, 1942
11. Neostethus zamboangae Herre, 1942

f3. Phallostethus:
1. Phallostethus lehi Parenti, 1996

f4. Phenacostethus:
1. Phenacostethus posthon Roberts, 1971
2. Phenacostethus smithi Myers, 1928

g. Pseudomugilidae:
g1. Pseudomugil:
1. Pseudomugil cyanodorsalis Allen and Sarti, 1983
2. Pseudomugil gertrudae Weber, 1911
3. Pseudomugil inconspicuus Roberts, 1978
4. Pseudomugil majusculus Ivantsoff and Allen, 1984
5. Pseudomugil mellis Allen and Ivantsoff, 1982
6. Pseudomugil signifer Kner, 1866

h. Telmatherinidae:
h1. Kalyptatherina:
1. Kalyptatherina helodes (Ivantsoff and Allen, 1984)

h2. Tominanga:
1. Tominanga aurea Kottelat, 1990
2. Tominanga sanguicauda Kottelat, 1990

### a7.Aulopiformes
a. Alepisauridae:
a1.     Alepisaurus +
b. Anotopteridae:
b1.     Anotopterus +
c. Aulopidae:
c1. Aulopus +
c2. Hime +
d. Bathysauroididae:
d1.     Bathysauroides +
e. Chlorophthalmidae:
e1.     Bathysauropsis +
e2. Chlorophthalmus +
e3. Parasudis +
f. Evermannellidae:
f1.     Coccorella +
f2. Evermannella +
f3. Odontostomops +
g. Giganturidae:
g1.     Gigantura +
h. Ipnopidae:
h1. Bathymicrops +
h2. Bathypterois +
h3. Bathytyphlops +
h4. Ipnops +
i. Notosudidae:
i1. Ahliesaurus +
i2. Luciosudis +
i3. Scopelosaurus +
j. Omosudidae:
j1.     Omosudis +
k. Paralepididae:
k1. Arctozenus +
k2. Dolichosudis +
k3. Lestidiops +
k4. Lestidium +
k5 .Lestrolepis +
k6. Macroparalepis +
k7. Magnisudis +
k8. Notolepis +
k9. Paralepis +
k10. Stemonosudis +
k11. Sudis +
k¸12. Uncisudis +
l. Paraulopidae:
l1.     Paraulopus +
m. Pseudotrichonotidae:
m1.     Pseudotrichonotus +
n. Scopelarchidae:
n1. Benthalbella +
n2. Rosenblattichthys +
n3. Scopelarchoides +
n4. Scopelarchus +
o. Synodontidae:
o1. Bathysaurus +
o2. Harpadon +
o3. Saurida +
o4. Synodus +
o5. Trachinocephalus +

### a8.Batrachoidiformes
a.  Batrachoididae
.a1. Bathysauroides:

### a9.Beloniformes
a. Adrianichthyidae:
a1. Horaichthys +
a2. Oryzias +
b. Belonidae:
b1. Ablennes +
b2. Belone +
b3. Petalichthys +
b4. Platybelone +
b5. Strongylura +
b6. Tylosurus +
b7. Xenentodon +
c. Exocoetidae:
c1. Cheilopogon +
c2. Cypselurus +
c3. Cypsilurus +
c4. Danichthys +
c5. Exocoetus +
c5. Fodiator +
c6. Hirundichthys +
c7. Oxyporhamphus +
c8. Paraxocoetus +
c9. Parexocoetus +
c10Prognichthys +
d. Hemiramphidae:
d1. Arrhamphus +
d2. Chriodorus +
d3. Dermogenys +
d4. Euleptorhamphus +
d4. Hemiramphus +
d5. Hemirhamphodon +
d7. Hyporhamphus +
d8. Melapedalion +
d9. Nomorhamphus +
d10. Rhynchorhamphus +
d11. Zenarchopterus +
e. Scomberesocidae:
e1. Cololabis +
e2. Scomberesox +

### a10.Beryciformes
a. Anomalopidae:
a1. Anomalops +
a2. Kryptophanaron +
3. Parmops +
a4. Photoblepharon +
a5. Phthanophaneron +
a6. Protoblepharon +
b. Anoplogastridae:
b1.     Anoplogaster +
c. Berycidae:
c1. Beryx +
c2. Centroberyx +
d. Diretmidae:
d1. Diretmichthys +
d2. Diretmoides +
d3. Diretmus +
e. Holocentridae:
e1. Corniger +
e2. Faremusca +
e3. Holocentrus +
e4. Myripristis +
.e5. Neoniphon +
e6. Ostichthys +
e7. Plectrypops +
e8. Pristilepis +
e9. Sargocentron +
f. Monocentridae:
f1. Cleidopus +
f2. Monocentris +
g. Trachichthyidae:
g1. Aulotrachichthys +
g2. Gephyroberyx +
g3. Hoplostethus +
g4. Leiognaster +
g5. Optivus +
g6. Paratrachichthys +
g7. Parinoberyx +
g8. Sorosichthys +
g9Trachichthys +

### a11.Cetomimiformes
a. Barbourisiidae:
a1. Barbourisia:
1. Barbourisia rufa Parr, 1945

b. Cetomimidae:
b1. Cetichthys:
1. Cetichthys indagator (Rofen, 1959)
2. Cetichthys parini Paxton, 1989

b2. Cetomimus:
1. Cetomimus compunctus Abe, Marumo & Kawaguchi, 1965
2. Cetomimus craneae Harry, 1952
3. Cetomimus gillii Goode & Bean, 1895
4. Cetomimus hempeli Maul, 1969
5. Cetomimus kerdops Parr, 1934
6. Cetomimus picklei (Gilchrist, 1922)
7. Cetomimus teevani Harry, 1952

b3. Cetostoma:
1. Cetostoma regani Zugmayer, 1914

b3. Danacetichthys:
1. Danacetichthys galathenus Paxton, 1989

b4. Ditropichthys:
1. Ditropichthys storeri (Goode & Bean, 1895)

b5. Gyrinomimus:
1. Gyrinomimus andriashevi Fedorov, Balushkin & Trunov, 1987
2. Gyrinomimus bruuni Rofen, 1959
3. Gyrinomimus grahami Richardson & Garrick, 1964
4. Gyrinomimus myersi Parr, 1934
5. Gyrinomimus parri Bigelow, 1961
6. Gyrinomimus simplex Parr, 1946

b6. Notocetichthys:
1. Notocetichthys trunovi Balushkin, Fedorov & Paxton, 1989

b7. Procetichthys:
1. Procetichthys kreffti Paxton, 1989

b8. Rhamphocetichthys:
1. Rhamphocetichthys savagei Paxton, 1989

c. Megalomycteridae:
c1. Ataxolepis:
1. Ataxolepis apus Myers and Freihofer, 1966
2. Ataxolepis henactis Goodyear, 1970

c2. Cetomimoides:
1. Cetomimoides parri Koefoed, 1955

c3. Megalomycter:
1. Megalomycter teevani Myers & Freihofer 1966

c4. Vitiaziella:
1. Vitiaziella cubiceps Rass 1955

d. Mirapinnidae:
d1. Eutaeniophorus:
d2. Mirapinna
d3. Parataeniophorus
e. Rondeletiidae:
e1. Rondeletia:
1. Rondeletia bicolor Goode & Bean, 1895
2. Rondeletia loricata Abe and Hotta, 1963

### a12.Characiformes
a. Alestidae +
b. Characidae +
c. Cynodontidae +
d. Prochilodontidae +

### a13.Clupeiformes
a. Chirocentridae +
b. Clupeidae +
c. Engraulidae +
d. Pristigasteridae +

### a14.Cypriniformes
a. Anablepidae +
b. Aplocheilidae +
c. Balitoridae +
d. Catostomidae +
e. Cobitidae +
f. Cyprinidae +
g. Goodeidae +

### a15.Cyprinodontiformes
a. Cyprinodontidae +
b. Fundulidae +
c. Poeciliidae +
d. Rivulidae +

### a16.Elopiformes
a. Elopidae +
b. Megalopidae +

### a17.Esociformes
a. Esocidae +
b. Umbridae +

### a18.Gadiformes
a. Bregmacerotidae +
b. Euclichthyidae +
c. Gadidae +
d. Lotidae +
e. Macrouridae +
f. Melanonidae +
g. Merlucciidae +
h. Moridae +
i. Muraenolepididae +
j. Phycidae +

### a19.Gasterosteiformes
a. Aulorhynchidae +
b. Gasterosteidae +
c. Hypoptychidae +
d. Pegasidae +

### a20.Gobiesociformes
a.  Gobiesocidae

### a21.Gonorhynchiformes
a. Chanidae +
b. Gonorynchidae +

### a22.Lampriformes
a. Lampridae +
b. Lophotidae +
c. Radiicephalidae +
d. Regalecidae +
e. Stylephoridae +
f. Trachipteridae +
g. Veliferidae +

### a23.Lepisosteiformes
a. Lepisosteidae +

### a24.Lophiiformes
a. Antennariidae +
b. Brachionichthyidae +
c. Caulophrynidae +
d. Centrophrynidae +
e. Ceratiidae +
f. Chaunacidae +
g. Diceratiidae +
h. Gigantactinidae +
i. Himantolophidae +
j. Linophrynidae +
k. Lophichthyidae +
l. Lophiidae +
m. Melanocetidae +
n. Neoceratiidae +
o. Ogcocephalidae +
p. Oneirodidae +
q. Tetrabrachiidae +
r. Thaumatichthyidae +

### a25.Mugiliformes
a. Mugilidae +

### a26.Myctophiformes
a. Myctophidae +
b. Neoscopelidae +

### a27.Notacanthiformes
a. Halosauridae +
b. Notacanthidae +

### a28.Ophidiiformes
a. Aphyonidae +
b. Bythitidae +
c. Carapidae +
d. Ophidiidae +
e. Parabrotulidae +

### a29.Osmeriformes
a. Alepocephalidae +
b. Argentinidae +
c. Bathylaconidae +
d. Bathylagidae +
e. Galaxiidae +
f. Leptochilichthyidae +
g. Microstomatidae +
h. Opisthoproctidae +
i. Osmeridae +
j. Platytroctidae +
k. Plecoglossidae +
l. Retropinnidae +
m. Salangidae +

### a30.Osteoglossiformes
a. Mormyridae +
.b. Notopteridae +

### a31.Perciformes
a1. Acanthoclinidae +
a2. Acanthuridae +
a3. Acropomatidae +
a4. Amarsipidae +
a5. Ambassidae +
a6. Ammodytidae +
a7. Anabantidae +
a8. Anarhichadidae +
a9. Aplodactylidae +
a10. Apogonidae +
a11. Ariommatidae +
a12. Arripidae +
a13. Artedidraconidae +
a15. Banjosidae +
a16. Bathyclupeidae +
a17. Bathydraconidae +
a18. Bathymasteridae +
a19. Blenniidae +
a20. Bovichtidae +
a21. Bramidae +
a22. Caesionidae +
a23. Callanthiidae +
a24. Callionymidae +
a25. Caproidae +
a26. Carangidae +
a27. Caristiidae +
a28. Centracanthidae +
a29. Centrarchidae +
a30. Centrogenyidae +
a31. Centrolophidae +
a32. Centropomidae +
a33. Cepolidae +
a34. Chaenopsidae +
a35. Chaetodontidae +
a36. Champsodontidae +
a37. Channichthyidae +
a38. Channidae +
a39. Cheilodactylidae +
a40. Cheimarrichthyidae +
a41. Chiasmodontidae +
a42. Chironemidae +
a43. Cichlidae +
a44. Cirrhitidae +
a45. Clinidae +
a46. Coryphaenidae +
a47. Creediidae +
a48. Cryptacanthodidae +
a49. Dactyloscopidae +
a50. Datnioididae +
a51. Dichistiidae +
a52. Dinolestidae +
a53. Dinopercidae +
a54. Draconettidae +
a55. Drepaneidae +
a56. Echeneidae +
a57. Eleginopsidae +
a58. Eleotridae +
a59. Embiotocidae +
a60. Emmelichthyidae +
a61. Enoplosidae +
a62. Ephippidae +
a63. Epigonidae +
a64. Gempylidae +
a65. Gerreidae +
a66. Gobiidae +
a67. Grammatidae +
a68. Haemulidae +
a69. Hapalogenyidae +
a70. Harpagiferidae +
a71. Howellidae +
a72. Icosteidae +
a73. Inermiidae +
a74. Istiophoridae +
a75. Kraemeriidae +
a76. Kuhliidae +
a77. Kurtidae +
a78. Kyphosidae +
a79. Labridae +
a80. Labrisomidae +
a81. Lactariidae +
a82. Lateolabracidae +
a83. Latidae +
a84. Latridae +
a85. Leiognathidae +
a86. Leptobramidae +
a87. Leptoscopidae +
a88. Lethrinidae +
a89. Lobotidae +
a90. Lutjanidae +
a91. Luvaridae +
a92. Malacanthidae +
a93. Menidae +
a94. Microdesmidae +
a95. Monodactylidae +
a96. Moronidae +
a97. Mullidae +
a98. Nandidae +
a99. Nematistiidae +
a100. Nemipteridae +
a101. Nomeidae +
a102. Nototheniidae +
a103. Odacidae +
a104. Odontobutidae +
a105. Opistognathidae +
a106. Oplegnathidae +
a107. Osphronemidae +
a108. Ostracoberycidae +
a109. Parascorpididae +
a110. Pempheridae +
a111. Pentacerotidae +
a112. Percichthyidae +
a113. Percidae +
a114. Percophidae +
a115. Pholidae +
a116. Pholidichthyidae +
a117. Pinguipedidae +
a118. Plesiopidae +
a119. Polycentridae +
a120. Polynemidae +
a121. Polyprionidae +
a122. Pomacanthidae +
a123. Pomacentridae +
a124. Pomatomidae +
a125. Priacanthidae +
a126. Pseudaphritidae +
a127. Pseudochromidae +
a128. Ptereleotridae +
a129. Ptilichthyidae +
a130. Rachycentridae +
a131. Rhyacichthyidae +
a132. Scaridae +
a133. Scatophagidae +
a134. Schindleriidae +
a135. Sciaenidae +
a136. Scombridae +
a137. Scombrolabracidae +
a138. Scombropidae +
a139. Scytalinidae +
a140. Serranidae +
a141. Siganidae +
a142. Sillaginidae +
a143. Sparidae +
a144. Sphyraenidae +
a145. Stichaeidae +
a146. Stromateidae +
a147. Symphysanodontidae +
a148. Terapontidae +
a149. Tetragonuridae +
a150. Toxotidae +
a151. Trachinidae +
a152. Trichiuridae +
a153. Trichodontidae +
a154. Trichonotidae +
a155. Tripterygiidae +
a156. Uranoscopidae +
a157. Xenisthmidae +
a158. Xiphiidae +
a159. Zanclidae +
a160. Zaproridae +
a161. Zoarcidae +

### a32.Pleuronectiformes
a. Achiridae +
b. Achiropsettidae +
c. Bothidae +
d. Citharidae +
e. Cynoglossidae +
f. Paralichthyidae +
g. Pleuronectidae +
h. Psettodidae +
i. Samaridae +
j. Scophthalmidae +
k. Soleidae +

### a33.Polymixiiformes
a. Polymixiidae +

### a34.Polypteriformes
a. Polypteridae +

### a35.Saccopharyngiformes
a. Cyematidae +
b. Eurypharyngidae +
c. Monognathidae +
d. Saccopharyngidae +

### a36.Salmoniformes
a. Salmonidae +

### a37.Scorpaeniformes
a1. Agonidae +
a2. Anoplopomatidae +
a3. Apistidae +
a4. Aploactinidae +
a5. Bathylutichthyidae +
a6. Bembridae +
a7. Caracanthidae +
a8. Congiopodidae +
a9. Cottidae +
a10. Cottocomephoridae +
a11. Cyclopteridae +
a12. Dactylopteridae +
a13. Ereuniidae +
a14. Eschmeyeridae +
a15. Gnathanacanthidae +
a16. Hemitripteridae +
a17. Hexagrammidae +
a18. Hoplichthyidae +
a19. Liparidae +
a20. Neosebastidae +
a21. Normanichthyidae +
a22. Parabembridae +
a23. Pataecidae +
a24. Peristediidae +
a25. Platycephalidae +
a26. Plectrogenidae +
a27. Psychrolutidae +
a28. Rhamphocottidae +
a30. Scorpaenidae +
a31. Sebastidae +
a32. Setarchidae +
a33. Synanceiidae +
a34. Tetrarogidae +
a35. Triglidae +

### a38.Siluriformes
a. Ariidae +
b. Aspredinidae +
c. Auchenipteridae +
d. Bagridae +
e. Clariidae +
f. Heptapteridae +
g. Heteropneustidae +
h. Ictaluridae +
i. Loricariidae +
j. Mochokidae +
k. Pangasiidae +
l. Pimelodidae +
m. Plotosidae +
n. Schilbeidae +
o. Siluridae +
p. Sisoridae +

### a39.Stephanoberyciformes
a. Gibberichthyidae +
b. Hispidoberycidae +
c. Melamphaidae +
d. Stephanoberycidae +

### a40.Stomiiformes
a. Gonostomatidae +
b. Phosichthyidae +
c. Sternoptychidae +
d. Stomiidae +

### a41.Synbranchiformes
a. Mastacembelidae +
b. Synbranchidae +

### a42.Syngnathiformes
a. Aulostomidae +
b. Centriscidae +
c. Fistulariidae +
d. Solenostomidae +
e. Syngnathidae +

### a43.Tetraodontiformes
a. Aracanidae +
b. Balistidae +
c. Diodontidae +
d. Molidae +
e. Monacanthidae +
f. Ostraciidae +
g. Tetraodontidae +
h. Triacanthidae +
i. Triacanthodidae +
j. Triodontidae +

### a44.Zeiformes
a. Grammicolepididae +
b. Macrurocyttidae +
c. Oreosomatidae +
d. Parazenidae +
e. Zeidae +
f. Zenionidae +